# Yūta Baba
Yūta Baba (馬場 憂太 Baba Yūta?, nacido el 22 de enero de 1984 en Tokio) es un exfutbolista japonés. Jugaba de centrocampista y su último club fue el Daejeon Citizen. Su hermano menor es el actor Tōru Baba.

## Trayectoria

### Clubes
| Club              | País          | Año         |
| ----------------- | ------------- | ----------- |
| FC Tokyo          | Japón         | 2002 - 2007 |
| JEF United Chiba  | Japón         | 2008        |
| Montedio Yamagata | Japón         | 2008        |
| Tokyo Verdy       | Japón         | 2009        |
| Daejeon Citizen   | Corea del Sur | 2011 - 2013 |

## Palmarés

### Títulos nacionales
| Título         | Club     | País  | Año  |
| -------------- | -------- | ----- | ---- |
| Copa J. League | FC Tokyo | Japón | 2004 |